# Efferia antiochi
Efferia antiochi là một loài ruồi trong họ Asilidae. Efferia antiochi được Wilcox miêu tả năm 1966. Loài này phân bố ở vùng Tân Bắc giới.